# Thermocyclops oblongatus
Thermocyclops oblongatus – gatunek widłonoga z rodziny Cyclopidae. Opisał go w 1927 roku norweski hydrobiolog Georg Ossian Sars, nadając mu nazwę Mesocyclops oblongatus.